# Thomas Henry Ball

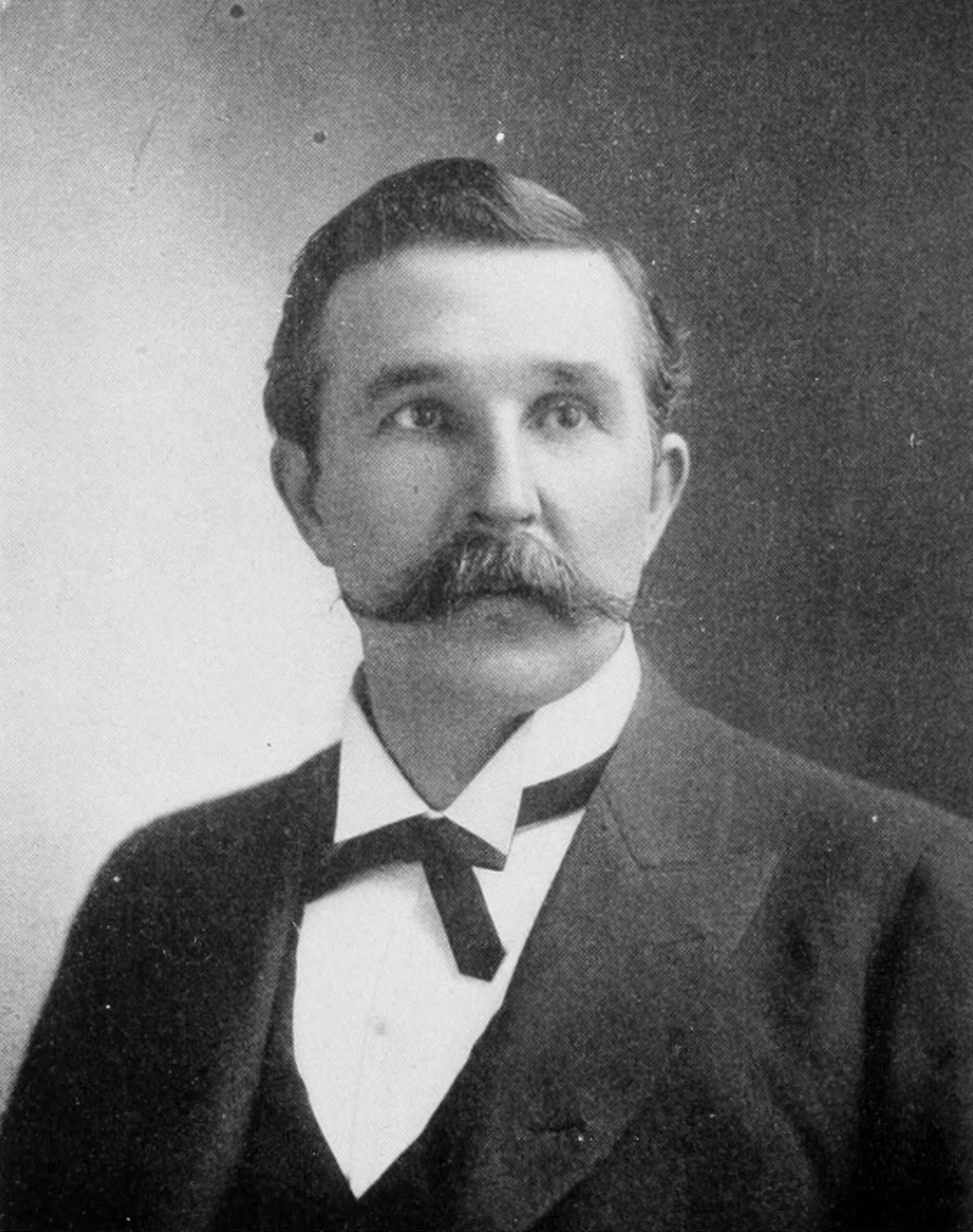
Thomas Henry Ball

Thomas Henry Ball (* 14. Januar 1859 in Huntsville, Texas; † 7. Mai 1944 in Houston, Texas) war ein US-amerikanischer Politiker.
Ball, dessen Eltern gestorben waren als er sechs Jahre alt war, wuchs bei seinem Onkel, einem konföderierten Kriegsveteranen, auf. Er studierte Jura an der University of Virginia in Charlottesville. Nach seiner Aufnahme in die Anwaltschaft begann er in Huntsville zu praktizieren. 1887 wurde er zum Bürgermeister von Huntsville gewählt. Er hatte dieses Amt für drei Amtszeiten von 1887 bis 1892 inne.
Ball wurde als Demokrat in den Kongress gewählt und vertrat dort vom 4. März 1897 bis zu seinem Rücktritt am 16. November 1903 seinen Heimatbundesstaat im US-Repräsentantenhaus. Danach kehrte zu seiner früheren beruflichen Tätigkeit zurück und praktizierte in Huntsville. 1902 zog Ball nach Houston. 1914 bemühte er sich vergeblich um die Nominierung zum demokratischen Gouverneurskandidaten. Er unterlag hierbei James E. Ferguson, der später auch die Gouverneur wurde.
Ball war seit 1882 mit Minnie F. Thomason verheiratet. Das Paar hatte sechs Kinder, wovon drei adoptiert waren.
Die Stadt Tomball wurde 1907 nach ihm benannt.